# Luis Plaza
Luis Alberto Rogelio Plaza Sánchez (Santiago, 29 de junio de 1951) es un político y dirigente social chileno, militante de Renovación Nacional (RN). Fue alcalde de la comuna de Cerro Navia entre 2008 y 2016.

## Biografía
Nació en Santiago, el 29 de junio de 1951. Es el mayor de cuatro hermanos con quienes se crio viviendo de allegados en la casa de los abuelos maternos en Quinta Normal. Desde pequeño debió ayudar en la casa, ayudando a su padre Luis a vender verduras en un carretón, realizó sus estudios escolares en el Colegio San José de Quinta Normal.
Debió abandonar la etapa escolar a los 12, debido al fallecimiento de su padre, tras lo cual comenzó a trabajar para mantener a su madre y hermanos, como a cargo de los mandados primero y posteriormente como vendedor de la fábrica de cecinas La Villarrica durante 12 años.
Incursionó de manera amateur en el deporte siendo corredor de autos, motos y boxeador, ganando en 1969 el Campeonato de Santiago en la categoría peso pluma.
Es casado con Julieta Santibáñez con quien tuvo tres hijos, además tiene dos hijas producto de una relación extramarital.

## Carrera política
Su entrada a la política se debió a su rol como dirigente social cuando en 1995 motivado por la enfermedad de su hija de ese entonces 15 años y que sufría parálisis cerebral, decidió crear la Agrupación Chilena de Defensa para Personas con Enfermedades Catastróficas y Terminales, de la cual ha sido su presidente hasta ahora.
Gracias a presiones que realizó logró algunos beneficios para los enfermos terminales, como ganar la única demanda civil a favor de un enfermo terminal que tenía una septicemia generalizada y no era recibido en los hospitales. 
En 1996, el derechista partido Renovación Nacional (RN), le ofreció ser candidato para las elecciones municipales de ese año, aunque haya tenido una simpatía durante su juventud por el PC como el mismo lo reconoció, ingresó a RN y empezó a trabajar por su campaña, pero se retira del partido luego de que fuera informado que el cupo sería entregado a otras personas.
Se presentó igual como candidato pero como independiente dentro de la lista de la Unión de Centro Centro Progresista donde obtuvo un 6,64% de las votaciones, perdiendo por 300 votos el cupo de concejal.
Para la siguiente elección municipal se presenta como candidato para alcalde de Cerro Navia, militando nuevamente en RN, sin embargo logra un 22,62% de los votos quedando como concejal.
En las elecciones municipales de 2004, es el candidato de la Alianza por Chile para la alcaldía de Cerro Navia, pero es derrotado nuevamente por Cristina Girardi.
Luego de su derrota electoral, quiso postular para diputado por el distrito n°18 para las elecciones parlamentarias de 2005, pero Renovación Nacional decidió darle la nominación como candidato a Pedro Pablo Díaz. Se retiró para dedicarse a sus negocios personales con el fin de reunir dinero para su retorno a la vida política.
El 2008 retornó a la arena política, cuando se presenta como candidato a alcalde de Cerro Navia, pese a que su partido estuvo a punto de retirarle el apoyo tres meses antes de la elección, sin embargo logró mantener la nominación, logrando ser elegido como alcalde con una votación de 52,11%, derrotando al candidato de la Concertación, el exministro Álvaro García, poniendo término a 16 años de dominio concertacionista en la comuna.
En las elecciones municipales de 2016 fue derrotado por el candidato independiente pro-Nueva Mayoría Mauro Tamayo Rozas.
Plaza volvió a presentarse como candidato a alcalde de Cerro Navia, para las elecciones municipales de 2021. Sin embargo, el Primer Tribunal Electoral de la Región Metropolitana rechazó su candidatura ya que al estar acusado en un juicio por delitos que merezcan pena aflictiva, se suspendió su derecho a sufragio, uno de los requisitos para ser candidato a alcalde. La resolución fue apelada y será resuelta por el Tribunal Calificador de Elecciones.

## Controversias
Desde el año 2015, Luis Plaza se ha visto envuelto en un caso de corrupción y malversación de fondos municipales el cual ha sido denominado "caso basura", junto con los entonces ediles de Maipú, Christian Vittori, y varios concejales de la misma comuna. El caso investiga la participación de los alcaldes y otros más de 16 imputados en la intervención de procesos municipales para las millonarias licitación en favor de empresas dedicadas al manejo y retiro de basuras, siendo principalmente favorecida la empresa KDM. A raíz de esto, el Consejo de Defensa del Estado presentó una querella contra Plaza y Vittori. Pese a que el exalcalde Plaza ha negado las acusaciones en reiteradas ocasiones, en el año 2017, a raíz de las pruebas aparecidas en la investigación, la fiscalía nacional solicita 15 años de cárcel en su contra, lo cual deriva en un acto de protesta por parte de Plaza en el que se encadena desde su cuello a las afueras del canal Chilevisión.
Tras años de investigación y procesos judiciales, en diciembre de 2024 fue encontrado culpable del delito de fraude al fisco en calidad de reiterado. El Primer Tribunal de Juicio Oral en lo Penal de Santiago lo condenó a una pena de tres años y un día de presidio, la que fue sustituida por la modalidad de libertad vigilada intensiva por igual lapso. Asimismo, recibió las penas accesorias legales de inhabilitación absoluta perpetua para derechos políticos y la inhabilitación absoluta temporal para cargos, empleos u oficios públicos por el lapso de cinco años y un día, y el pago de una multa de $1.444.444.

## Historial electoral

### Elecciones municipales de 2004
- Elecciones municipales de 2004, Alcalde de Cerro Navia[8]

| Candidato              | Pacto                          | Partido | Votos  | %     | Resultado |
| ---------------------- | ------------------------------ | ------- | ------ | ----- | --------- |
| Cristina Girardi Lavín | Concertación por la Democracia | PPD     | 34.869 | 57,81 | Alcaldesa |
| Luis Plaza Sánchez     | Alianza                        | RN      | 21.892 | 36,29 |           |
| Mario Reinoso Ramírez  | Juntos Podemos Más             | ILA     | 5.393  | 4,23  |           |

### Elecciones municipales de 2008
- Elecciones municipales de 2008, Alcalde de Cerro Navia[9]

| Candidato             | Pacto                         | Partido | Votos  | %     | Resultado |
| --------------------- | ----------------------------- | ------- | ------ | ----- | --------- |
| Luis Plaza Sánchez    | Alianza                       | RN      | 28.369 | 52,11 | Alcalde   |
| Álvaro García Hurtado | Concertación Progresista      | PPD     | 21.423 | 39,35 |           |
| Antonio Lagos Vidal   | Independientes fuera de pacto | IND     | 4.645  | 8,53  |           |

### Elecciones municipales de 2012
- Elecciones municipales de 2012, Alcalde de Cerro Navia[10]

| Candidato                 | Pacto               | Partido | Votos  | %     | Resultado |
| ------------------------- | ------------------- | ------- | ------ | ----- | --------- |
| Luis Plaza Sánchez        | Coalición           | RN      | 21.527 | 47,69 | Alcalde   |
| Mauro Tamayo Rozas        | Por un Chile justo  | ILE     | 19.920 | 44,13 |           |
| Oriele Núñez Serrano      | El Cambio por Ti    | ILC     | 2.400  | 5,31  |           |
| Carlos Lisperguer Sánchez | Igualdad para Chile | PI      | 1.290  | 2,85  |           |

### Elecciones municipales de 2016
- Elecciones municipales de 2016, para la alcaldía de Cerro Navia[11]

| Candidato                 | Pacto                           | Partido | Votos  | %     | Resultado |
| ------------------------- | ------------------------------- | ------- | ------ | ----- | --------- |
| Mauro Tamayo Rozas        | Nueva Mayoría                   | ILE     | 16 262 | 46,07 | Alcalde   |
| Luis Plaza Sánchez        | Chile Vamos                     | RN      | 15 319 | 43,40 |           |
| Carlos Lisperguer Sánchez | Pueblo Unido                    | PI      | 367    | 1,04  |           |
| Oriele Núñez Serrano      | Yo Marco por el Cambio          | PRO     | 733    | 2,08  |           |
| Alejandro Oyarzún Toro    | Justicia y Transparencia        | UPA     | 265    | 0,75  |           |
| Luis Molina Gaete         | Independientes (Fuera de pacto) | IND     | 2353   | 6,67  |           |